# Бял салкъм
Бял салкъм, „Бяла акация“ (Robinia pseudoacacia) е дървесен вид салкъм от сем. Бобови. Произхожда от С. Америка, но е разпространен от човека на всички континенти освен Антарктида и често се смята за инвазивен вид. Разпространено е из цяла Европа, без най-северните ѝ части. В България се среща повсеместно.

## Название
В разговорния език видовете от род Robinia често се наричат акации, което създава объркване, тъй като видовете от род Acacia също се наричат акации. За да се избегне това двусмислие, в българската научна ботаническа литература се предпочита името салкъм. „Акациевият“ мед в България се получава от белия салкъм (Robinia pseudoacacia).

## Морфология
Широколистно дърво, достигащо височина до около 20 като самостоятелно дърво и около 30 метра, когато е част от дървостой; рядко става и по-високо.

### Кора
- Кора на младо дърво
- Кора на старо дърво
- Кора на млада клонка
- Кора на по-стара клонка

Кората на стъблото е сиво-кафява до тъмнокафява, с надлъжни пукнатини, които с възрастта стават все по-дълбоки. При съвсем младите стъбла и младите клонки кората е сравнително гладка и зелена. При по-старите клонки кората е масленозелена до кафява.

### Листа
- Сложно листо
- Отделно листче отгоре
- Отделно листче отдолу
- Млади клонки с бодли
- Бодли отблизо

Листата са сложни, нечивтоперести, съставени обикновено от 7 – 21 срещуположни или почти срещуположни елипсовидни листчета. Листчетата с къси дръжки, на върха често с малка изрезка. Листата на младите клонки имат чифт големи остри бодли в основата; представляват видоизменени прилистници. Понякога се появяват бодли и на други места.

### Цветове
- Съцветие
- Цвят

Растението е еднодомно, а цветовете са двуполови, бели и образуват висящо гроздовидно съцветие с дължина 10÷20 cm. Чашката е широка 5 mm и дълга 5÷6 mm, звънчевидна (образувана от слети чашелистчета), гъсто влакнеста, зелена повече или по-малко червено напетнена. Венчето е дълго 15÷20 mm . Цветните дръжки са гъсто влакнести, с дължина 8÷10 mm.

### Плодове
- Млад плод
- Стар плод
- Семена

Плодът е тъмнокафяв боб с дължина 5÷10 mm и ширина около 1 cm. Семената са тъмнокафяви и бъбрековидни.

## Други
На бялата акация е наречена улица в квартал „Манастирски ливади“ в София (Карта).